# Maito Santos
Maito Santos (三渡洲 舞人 Santos Maito?), född 28 november 1992 i Shizuoka prefektur, är en japansk före detta fotbollsspelare.
Santos började sin karriär 2013 i Tokyo Verdy. Han avslutade karriären 2013.